# Ormosolenia alpina
Ormosolenia alpina là một loài thực vật có hoa trong họ Hoa tán. Loài này được (Sieber ex Schult.) Pimenov mô tả khoa học đầu tiên năm 1992.